# Traza foliar

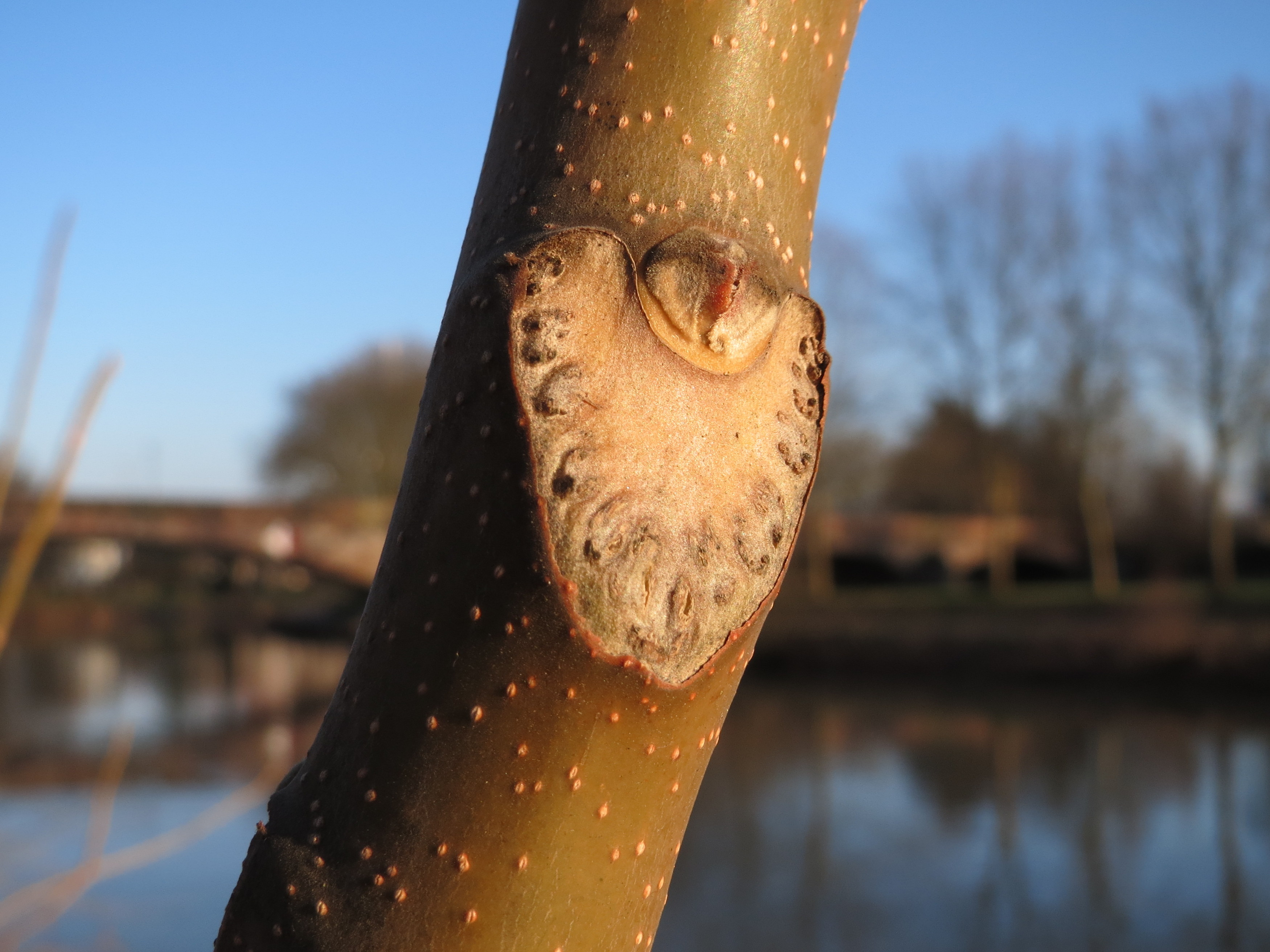
Tallo para ingresar en la hoja de una planta.

En Botánica, una traza foliar o rastro foliar es la extensión de un haz vascular que se origina desde el sistema vascular del tallo para ingresar en la hoja.
En cada nudo del tallo de una planta, uno o más haces vasculares divergen hacia las hojas a partir de los haces del tallo formando las trazas foliares. Los haces desde los que nacen las trazas foliares se llaman haces caulinares o axiales. La combinación de haces caulinares y trazas foliares se denomina simpodio vascular. 
La longitud de las trazas foliares puede variar desde menos de un entrenudo, como ocurre en las coníferas, hasta muchos en especies de dicotiledóneas. En muchas pteridofitas, en representantes de las gimnospermas, como Ginkgo biloba y Ephedra, y en algunas dicotiledóneas, cada hoja está inervada por dos trazas foliares originadas en simpodios vasculares diferentes. Por otra parte, en la mayoría de las dicotiledóneas cada hoja presenta tres trazas foliares. En las monocotiledóneas cada hoja tiene muchas trazas, las principales provienen de los haces mayores o centrales y las secundarias se originan en los haces menores o periféricos.